# Ваккеи
Ваккеи, реже вакцеи — кельтский народ, обитавший в доримский период на равнинах в центральной части долины Дуэро на Центральной Месете северной Испании.

## Происхождение
Ваккеи были одним из испано-кельтских народов, что объясняет культурное, социально-экономическое, лингвистическое и культовое сходство между ваккеями и такими народами, как кельтиберы, веттоны, лузитаны, кантабры, астуры и галлеки. Их название, согласно одной из версий, происходило от кельтского слова vacos (убийца), поскольку они были отважными бойцами. Ваккеи нередко действовали в союзе со своими соседями кельтиберами. У ваккеев было строго эгалитарное общество, где практиковалось совместное управление землёй и распределение продуктов.

## Культура

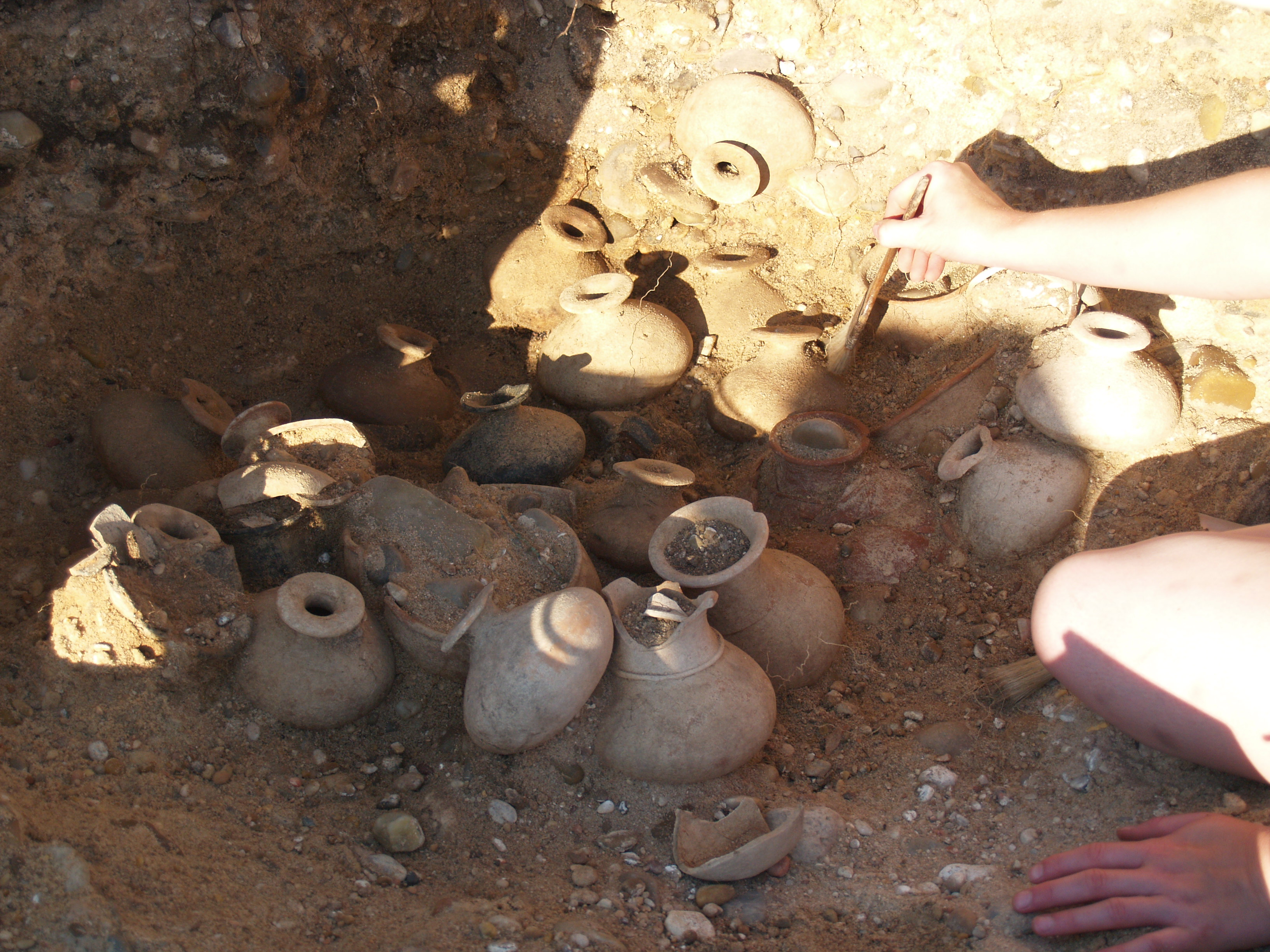
Могила, раскопанная в Пинтии в июне 2008 г., содержащая большое количество сосудов для парфюмерии

Археологи отождествляют ваккеев с культурой Дуэро железного века (ок. II в. до н. э.), которая, в свою очередь, развилась из предшествующего культурного комплекса Сото-де-Мединилья раннего железного века (около 800—400 гг. до н. э.), существовавшего в срединной части бассейна Дуэро, к которому также относились турмодиги. Эта археологическая гипотеза подтверждается стратиграфическим изучением поселений, где обнаружены элементы культуры ваккеев поверх слоёв прежних культур. К примеру, в Пинтии (ныне Падилья де Дуэро в провинции Вальядолид) найдены свидетельства непрерывного проживания людей со времён энеолита и до железного века, когда здесь жили ваккеи. Некрополь в Пинтии в настоящее время раскапывает международная команда полевых исследований Вальядолидского университета и Центра ваккейских исследований Федерико Ваттенберга (Federico Wattenberg Center of Vaccean Studies).
Ваккеи отличались особой социальной структурой коллективистского типа, которая позволяла им успешно использовать территории, годные для выращивания пшеницы и кормовых культур на западном плато.

## Местонахождение
Земли ваккеев простирались по всей центральной части Северной Месеты, вдоль обоих берегов реки Дуэро. Их столицей был город Палланция (Pallantia), местонахождение которого точно не установлено — либо Паленсия, либо Паленсуэлья. Птолемей упоминает на их территории около 20 городов, включая такие, как Helmantica/Salmantica (Саламанка), Arbucala (Самора), Pincia или Pintia (Падилья-де-Дуэро — Вальядолид), Intercantia (Паредес-де-Нава), Cauca (Кавка), Septimanca (Симанкас), Rauda (Роа), Dessobriga (Осерна), а также Autraca/Austraca — располагавшихся на берегах рек Autra (Одра), отвоёванных у племени аутригонов в конце IV в. до н. э. Хотя границы ваккейских земель не были чётко очерчены и претерпевали изменения со временем, можно сказать, что они располагались примерно на территории современной провинции Вальядолид, частично провинций Леон, Паленсия, Бургос, Сеговия, Саламанка и Самора. Ко времени прибытия римлян граница между ваккеями и астурами проходила по рекам Сеа и Эсла на северо-востоке, тогда как по землям между реками Эсла и Писуэрга проходила их граница с кантабрами. На востоке реки Писуэрга и Арланса служили им границей с турмодигами, а несколько южнее их соседями и союзниками были ареваки. На юге и юго-востоке от них проживали веттоны (область их расселения примерно соответствует территории распространения своеобразных антропоморфных памятников, известных под названием веррако, в нагорьях Авилы, Саламанки и Алисте (Самора), между ваккеями и лузитанами. Возможно, ваккеи непосредственно контактировали с лузитанами к западу от Саморы.

## История
В исторических хрониках ваккеи появляются с конца III в. до н. э., когда Полибий и Ливий упоминают захват ваккейских городов Гелмантика (ныне Саламанка) и Арбукала (ныне Самора) Ганнибалом в 220 г. до н. э. (хотя ни один из этих историков не был свидетелем события).